# Reggimento La Marina
Il Reggimento La Marina è stato un'unità militare dell'esercito sabaudo.

## Storia
Nel Ducato di Savoia, dieci compagnie di fanti create per iniziativa del duca Carlo Emanuele II per servire sulle galee ducali, vengono portate a quindici, nel 1683, per confluire nel 1713 nel neocostituito Reggimento "La Marina" del Regno di Sicilia savoiardo, dopo che questi l'aveva ottenuto dalla Spagna, a titolo di conquista, con la firma del trattato di Utrecht. È la prima operazione da sbarco del reggimento, che viene completato nel 1717 inglobando il Battaglione delle Galere. Il Reggimento La Marina possiede ora tutti i caratteri d'un corpo scelto; ne offre prova già l'anno successivo a Palermo, allorché cinque sue compagnie respingono bravamente l'assalto di preponderanti forze spagnole, sbarcate di sorpresa, mantenendo l'isola al nuovo Re di Sicilia. I Savoia devono però abbandonare l'isola per il Regno di Sardegna nel 1720.
Il reggimento durante la guerra di successione polacca è costituito da due battaglioni. Il 1º battaglione combatte sul teatro di terra con il resto dell'esercito sabaudo, mentre il 2º battaglione presta servizio come truppe di marina nella Marina Reale Sabauda. Dopo i compiti di guarnigione e di scorta, il primo battaglione della Marina compie la sua prima azione nella battaglia di Guastalla il 19 settembre 1734. Il battaglione trascorre la campagna dell'anno successivo in Pianura Padana e in quella dell'Adige, fino alla fine delle ostilità. Il secondo battaglione durante la guerra è sulle unità navali che pattugliano il Mar Ligure tra i porti di Nizza, Villafranca, Oneglia e le città sarde.
Durante la guerra di successione austriaca il reggimento prima opera nel 1742 nella campagna padana. In ottobre La Marina marcia sulle Alpi per affrontare l'offensiva spagnola. Dal campo di Bussoleno, in Piemonte, il 2º battaglione del reggimento interviene in Savoia durante la controffensiva contro un esercito spagnolo invasore. Combatte fino al 3 dicembre 1742. Il 3 gennaio 1743 La Marina torna di nuovo in Piemonte. Dopo la perdita della Savoia il teatro operativo si sposta in Val Varaita, dove il principale esercito franco-spagnolo vuole transitare per invadere il Piemonte. L'intero reggimento combatte nella battaglia di Casteldelfino (8 ottobre 1743), quando l'esercito di Carlo Emanuele ferma la prima offensiva contro il Piemonte. L'anno successivo l'intero reggimento è presente al duro combattimento intorno al campo trincerato di Villafranca (20-21 aprile 1744) nella Contea di Nizza. Durante la difesa del Monte Albano il reggimento La Marina affronta e respinge l'attacco dei soldati smontati del reggimento francese "Dragons de La Reine". Elementi del 1º battaglione aiutano la Cittadella di Sant'Elmo a coprire l'operazione di imbarco della guarnigione sarda in ritirata. Si arrende il 27 aprile 1744. Dopo la sanguinosa sconfitta in Val Varaita, la città fortezza di Cuneo è sotto assedio. Il reggimento partecipa alla battaglia di Madonna dell'Olmo voluta dal re per rompere l'assedio alla città, il reggimento nella battaglia è disposto al centro in prima linea. Dopo il vortice del 1745, l'esercito sabaudo è in grado di riprendere l'iniziativa. La Marina con il suo 1º battaglione è alle parallele prima di Valenza (17 aprile-3 maggio 1746). Poi i due battaglioni combattono a sud-ovest nel teatro mediterraneo; il 1º battaglione del reggimento è impiegato nell'offensiva invernale in Provenza (30 novembre 1745-3 febbraio 1746). Il reggimento combatte fino alla fine del conflitto sulle rive del mediterraneo: in particolare partecipa all'operazione anfibia dello sbarco a Bastia in Corsica nel (maggio 1748)  per conquistare la città fortificata appartenente alla Repubblica di Genova.
Dal 1792 al 1796 il Reggimento combatté contro le forze francesi in Liguria, ottenendo grandi meriti nella difesa di Oneglia, nonostante alla fine la guerra risultasse persa.

## Uniforme e armamento
Nel periodo tra il 1730-1750 l’uniforme era composta da giustacorpo scarlatto, veste, calzoni e paramani verdi, tasche orizzontali, ghette bianche per i fuciliere e nere per i granatieri, tricorno bordato di pelle bianca con coccarda blu scuro sull'orlo sinistro e orlo giallo per i fucilieri, cappello di pelle d'orso per i granatieri.
L’armamento, fatte salve lievi differenze dovute al servizio sulle galere, era analogo a quello degli altri reggimenti di fanteria.